# Ptilope de Leclancher
Ptilinopus leclancheri
Espèce
Statut de conservation UICN

 LC  : Préoccupation mineure
Le Ptilope de Leclancher (Ptilinopus leclancheri) est une espèce d'oiseaux appartenant à la famille des Columbidae.
Son nom est en l'honneur de Charles René Augustin Léclancher (1804-1857).

## Répartition
Cet oiseau est présent aux Philippines et à Taïwan.

## Sous-espèces
D'après le Congrès ornithologique international il se répartit en quatre sous-espèces :
- Ptilinopus leclancheri taiwanus Ripley, 1962 — Taïwan ;
- Ptilinopus leclancheri longialis (Manuel, 1936) — Lanyu et îles au nord de Luçon ;
- Ptilinopus leclancheri leclancheri (Bonaparte, 1855) — Philippines ;
- Ptilinopus leclancheri gironieri (Verreaux, J & Des Murs, 1862) — Palawan.